# Canada aux Jeux olympiques d'hiver de 1924
Le Canada participe aux Jeux olympiques d'hiver de 1924 à Chamonix en France du 24 janvier au 5 février 1924.
Au cours de la cérémonie d'ouverture, Ernie Collett, membre de l'équipe de Hockey sur glace, est le porte-drapeau de la délégation.
La délégation olympique du Canada remporte une médaille (en or), lors de ces premiers Jeux olympiques d'hiver de 1924 à Chamonix, se situant à la 8e place des nations au tableau des médailles.

## Délégation
Le tableau suivant montre le nombre d'athlètes canadiens dans chaque discipline :
| Sport               | Hommes | Femmes | Total |
| ------------------- | ------ | ------ | ----- |
| Hockey sur glace    | 9      | 0      | 9     |
| Patinage artistique | 1      | 1      | 2     |
| Patinage de vitesse | 1      | 0      | 1     |
| Total               | 11     | 1      | 12    |

## Médaillés
| Sport              | Discipline       | Athlète(s) | Performance | Date |
| ------------------ | ---------------- | --- | ----------- | ---- |
| Médailles d'or : 1 |                  | |             |      |
| Hockey sur glace   | Tournoi masculin | Jack Cameron Ernie Collett Bert McCaffrey Harold McMunn Dunc Munro Beattie Ramsay Cyril Slater Hooley Smith Harry Watson | 1re place   |      |

## Résultats

### Hockey sur glace
Neuf nations s'inscrivent pour le tournoi de hockey sur glace. Cependant, suivant le retrait de l'Autriche, seul huit y prennent part, celles-ci étant réparties en deux groupes de quatre pour le premier tour dont les deux premiers se qualifient pour la Poule finale.

#### Tour préliminaire
Le Canada survole ses trois rencontres en inscrivant un total de 85 buts sans en encaisser un seul.
| 28 janvier | Canada | 30-0 (8-0, 14-0, 8-0) | Tchécoslovaquie | Stade olympique |

| 29 janvier | Canada | 22-0 (5-0, 7-0, 10-0) | Suède | Stade olympique |

| 30 janvier | Canada | 33-0 (8-0, 11-0, 14-0) | Suisse | Stade olympique |

| Clt   | Équipe          | PJ | V | D | N | BP | BC | Pts |
| ----- | --------------- | -- | - | - | - | -- | -- | --- |
| +001, | Canada          | 3  | 3 | 0 | 0 | 85 | 0  | 6   |
| +002, | Suède           | 3  | 2 | 0 | 1 | 15 | 25 | 4   |
| +003, | Tchécoslovaquie | 3  | 1 | 0 | 2 | 14 | 41 | 2   |
| +004, | Suisse          | 3  | 0 | 0 | 3 | 2  | 53 | 0   |

- Qualifiés pour la Poule finale

#### Groupe final
| Rang | Équipes         | J | V | N | D | Buts | Dif | Pts |
| ---- | --------------- | - | - | - | - | ---- | --- | --- |
| 1    | Canada          | 3 | 3 | 0 | 0 | 47:3 | +44 | 6   |
| 2    | États-Unis      | 3 | 2 | 0 | 1 | 32:6 | +26 | 4   |
| 3    | Grande-Bretagne | 3 | 1 | 0 | 2 | 6:33 | -27 | 2   |
| 4    | Suède           | 3 | 0 | 0 | 3 | 3:46 | -43 | 0   |

| 1 février | Canada | 19-2 (6-2, 6-0, 7-0) | Grande-Bretagne | Stade olympique |

| 3 février | Canada | 6-1 (2-1, 3-0, 1-0) | États-Unis | Stade olympique |

### Patinage artistique

#### Individuels messieurs
| Athlètes        | Nature des figures | Juge 1 | Juge 1 | Juge 2 | Juge 2 | Juge 3 | Juge 3 | Juge 4 | Juge 4 | Juge 5 | Juge 5 | Juge 6 | Juge 6 | Juge 7 | Juge 7 | Total   | Total | Total |
| Athlètes        | Nature des figures | Notes  | Place  | Notes  | Place  | Notes  | Place  | Notes  | Place  | Notes  | Place  | Notes  | Place  | Notes  | Place  | Moyenne | Somme | Rang  |
| --------------- | ------------------ | ------ | ------ | ------ | ------ | ------ | ------ | ------ | ------ | ------ | ------ | ------ | ------ | ------ | ------ | ------- | ----- | ----- |
| Melville Rogers | Imposés            | 153,50 | 6e     | 151    | 7e     | 212,75 | 8e     | 189,50 | 7e     | 158,25 | 6e     | 189    | 9e     | 171,75 | 8e     | 269,82  | 51    | 7e    |
| Melville Rogers | Libres             | 94,25  | 6e     | 71,50  | 7e     | 78     | 8e     | 110,50 | 7e     | 110,50 | 6e     | 97,50  | 9e     | 100,75 | 8e     | 269,82  | 51    | 7e    |
| Melville Rogers | Total              | 247,75 | 6e     | 222,50 | 7e     | 290,75 | 8e     | 300    | 7e     | 268,75 | 6e     | 286,50 | 9e     | 272,50 | 8e     | 269,82  | 51    | 7e    |

#### Individuels dames
| Athlètes    | Nature des figures | Juge 1 | Juge 1 | Juge 2 | Juge 2 | Juge 3 | Juge 3 | Juge 4 | Juge 4 | Juge 5 | Juge 5 | Juge 6 | Juge 6 | Juge 7 | Juge 7 | Total   | Total | Total |
| Athlètes    | Nature des figures | Notes  | Place  | Notes  | Place  | Notes  | Place  | Notes  | Place  | Notes  | Place  | Notes  | Place  | Notes  | Place  | Moyenne | Somme | Rang  |
| ----------- | ------------------ | ------ | ------ | ------ | ------ | ------ | ------ | ------ | ------ | ------ | ------ | ------ | ------ | ------ | ------ | ------- | ----- | ----- |
| Cecil Smith | Imposés            | 142,5  | 5e     | 164,75 | 7e     | 129,25 | 5e     | 151,75 | 8e     | 109    | 6e     | 120,25 | 6e     | 113,75 | 7e     | 230,75  | 44    | 6e    |
| Cecil Smith | Libres             | 102    | 5e     | 105    | 7e     | 99     | 5e     | 96     | 8e     | 96     | 6e     | 108    | 6e     | 75     | 7e     | 230,75  | 44    | 6e    |
| Cecil Smith | Total              | 269,75 | 5e     | 228,25 | 7e     | 247,75 | 5e     | 205    | 8e     | 228,25 | 6e     | 188,75 | 6e     | 230,75 | 7e     | 230,75  | 44    | 6e    |

#### Couples
| Athlètes                    | Nature des figures | Juge 1 | Juge 1 | Juge 2 | Juge 2 | Juge 3 | Juge 3 | Juge 4 | Juge 4 | Juge 5 | Juge 5 | Juge 6 | Juge 6 | Juge 7 | Juge 7 | Total   | Total | Total |
| Athlètes                    | Nature des figures | Notes  | Place  | Notes  | Place  | Notes  | Place  | Notes  | Place  | Notes  | Place  | Notes  | Place  | Notes  | Place  | Moyenne | Somme | Rang  |
| --------------------------- | ------------------ | ------ | ------ | ------ | ------ | ------ | ------ | ------ | ------ | ------ | ------ | ------ | ------ | ------ | ------ | ------- | ----- | ----- |
| Cecil Smith Melville Rogers | Composition        | 4,75   | 6e     | 3      | 8e     | 4,50   | 4e     | 4,50   | 5e     | 4,50   | 5e     | 4      | 7e     | 4,50   | 5e     | 9,11    | 41    | 7e    |
| Cecil Smith Melville Rogers | Exécution          | 4,75   | 6e     | 5      | 8e     | 5,25   | 4e     | 5,25   | 5e     | 4,75   | 5e     | 4,50   | 7e     | 4,50   | 5e     | 9,11    | 41    | 7e    |
| Cecil Smith Melville Rogers | Total              | 9,50   | 6e     | 8      | 8e     | 9,75   | 4e     | 9,75   | 5e     | 9,25   | 5e     | 8,50   | 7e     | 9      | 5e     | 9,11    | 41    | 7e    |

### Patinage de vitesse
Les épreuves de patinage de vitesse des Jeux d'hiver de 1924 ont lieu les 26 et 27 janvier au Stade olympique. Le Canada est représenté par un seul athlète, Charles Gorman.

#### 500m
| Épreuve | Athlète        | Course | Course |
| Épreuve | Athlète        | Temps  | Rang   |
| ------- | -------------- | ------ | ------ |
| 500 m   | Charles Gorman | 45 s 4 | 7e     |

#### 1 500m
| Épreuve | Athlète        | Course       | Course |
| Épreuve | Athlète        | Temps        | Rang   |
| ------- | -------------- | ------------ | ------ |
| 1500 m  | Charles Gorman | 2 min 35 s 4 | 11e    |

#### 5 000m
| Épreuve | Athlète        | Course | Course |
| Épreuve | Athlète        | Temps  | Rang   |
| ------- | -------------- | ------ | ------ |
| 5000 m  | Charles Gorman | DNF    | –      |

#### Combiné
Charles Gorman a abandonné durant le 5 000 m.